# Iranobathyscia jeanneli
Iranobathyscia jeanneli es una especie de coleóptero de la familia Leiodidae, la única de su género, Iranobathyscia. Fue descrita por Zoia y Rampini en 1994.

## Distribución
Se encuentra en Irán.